# كاسلفينيا: لوردز أوف شادو - ميرور أوف فيت
كاسلفينيا: لوردز أوف شادو (بالإنجليزية: Castlevania: Lords of Shadow – Mirror of Fate)‏ ، هي لعبة إلكترونية من نوع أكشن مغامرات، أنتجت عام 2013م، ونشرها شركة كونامي، وتعمل بأنظمة ألعاب فيديو التي تشمل بلاي ستيشن 3 وإكس بوكس 360 ونينتندو 3دي إس و نظام ويندوز.